# 倚天屠龙记
《倚天屠龍記》為香港作家金庸所著的一部武俠小说，「射鵰三部曲」之一，為其三部曲之最後一部。作為跨越宋元兩個朝代的武俠傳奇故事的結局篇，其他二部包括《射鵰英雄傳》、《神鵰俠侶》是同一個時期（南宋）的故事，角色也互相熟識；到《倚天屠龍記》的故事情節（除了首兩回的序幕）時，已經過了快90年，屬於元末的故事。《倚天屠龍記》裡的角色有許多為《射鵰英雄傳》以及《神鵰俠侶》的故人、後人以及傳人。

## 出版情况
1961年開始在香港《明報》連載。最後定本共40回，回目標題以柏梁體詩寫成。

## 背景設定
時代背景為元朝末年，《神鵰俠侶》結尾的近百年後。故事圍繞兩樣兵器屠龍刀和倚天劍。出場的真實歷史人物包括張三丰、朱元璋、陳友諒、常遇春、徐達、汝陽王察罕帖木兒、王保保、韓林兒等等。設定中的當時社會之焦點主要是以明教為首的「邪派」和以少林、武當為首的正派之爭，以及明教起義軍和元朝蒙古朝廷的對抗。涉及的武林秘笈包括《九陽真經》、《九陰真經》、《七傷拳譜》等等。
小說前兩章延續《神鵰俠侶》的結尾，描述南宋末年郭襄、張君寶的經歷以及武當派的起源。故事正式情節從第三章開始，時為元順帝至元二年三月廿四日（1336年5月5日）。

## 情節
宋理宗景定元年（1260年），第三次華山論劍後，郭靖之女郭襄一人騎著青驢，走遍天下，尋訪楊過和小龍女。三年後，郭襄來到河南少林寺，尋找楊過的好友、羅漢堂首座無色禪師詢問楊、龍二人的下落不果。
郭襄在少室山腳遇上來自西域的「昆仑三聖」何足道，兩人互相切磋棋藝和琴藝。何足道精於劍術，欲向少林寺挑戰，卻被少林僧人覺遠及其弟子張君寶的「九陽神功」震退，悄然返回西域。覺遠、張君寶因無師自學少林武功犯了門規而被少林寺派人捉拿，郭襄遂同二人逃下少室山。覺遠坐化前背誦《九陽真經》，在旁伴著的無色禪師、郭襄、張君寶三人各自記住了一部分。最終這些內容分別成為了少林、峨嵋、武当派的九陽功。之後郭襄繼續尋找楊過蹤影，並提議不見容於少林的張君寶前往襄陽投靠她的父母，可是張君寶在前往襄陽途中改變主意，上了襄陽附近的武當山歸隱。後來張君寶改稱為張三丰，並根據九陽功及少林功法變通，且自創內家拳，自成一家，稱武當派。數十年後，武當派為內家之宗，在武林中與少林齊名。
南宋滅亡後數十年間，江湖流傳一句話︰「武林至尊，寶刀屠龍。號令天下，莫敢不從。倚天不出，誰與爭鋒。」武林中人便因此而展開對「倚天劍」與「屠龍刀」（事實上，只是爭奪屠龍刀。因它被視為武林至尊，人人也想擁有並以此「號令天下」）兩把兵器的激烈爭逐。元順帝至元二年（1336年），武當派俞岱巖在江南偶然下得到屠龍刀，欲返回武當山將刀交給師父張三丰發落，途中卻遭暗算被擒，屠龍刀被奪去，俞岱巖亦身受重傷癱瘓。
武當派弟子「銀鉤鐵劃」張翠山前往江南調查俞岱巖受襲之事，卻發現受託運送受傷的俞岱巖的龍門鏢局慘遭滅門，又認識了天鷹教教主殷天正女兒、紫微堂堂主殷素素，更得知龍門鏢局滅門慘案是殷素素易容為自己所為。張翠山與殷素素後來到王盤山島舉行的英雄宴，席間展示屠龍刀，明教「金毛獅王」謝遜於此時突然現身並將寶刀奪去。謝遜以「獅吼功」將眾人震至心智混亂後，携屠龍刀並逼迫張翠山及殷素素乘船離島，並向東航到大海之中。後來三人在海上遇難，輾轉流落到冰火島，在島上一住便是十年，其間張翠山與殷素素成親，並生下一子張無忌，謝遜及殷素素因張無忌出生而化解戾氣，並收張無忌為義子。張無忌十歲時與父母返回中原，謝遜則繼續留在冰火島，苦思屠龍刀有關「號令天下」的秘密，好讓自己能報卻自己師父殺妻兒之仇。
張翠山一家返回中土，即被各路武林人士追問謝遜及屠龍刀的下落。在武當山上，張翠山因不肯向武林人士道出謝遜及屠龍刀的下落，加上張翠山因為得知妻子殷素素便是當年使用蚊鬚針傷害俞岱巖的兇手，羞憤之下選擇自殺；而殷素素亦跟著自殺殉夫。此時張無忌亦身中玄冥二老的玄冥神掌，性命垂危；張三丰親往少林請求醫治張無忌，但少林因門戶之見拒絕相救。張三丰與張無忌從少林返回武當途中，救了被元兵追殺的明教常遇春，及孤女周芷若。常遇春為報救命之恩，帶張無忌往「蝶谷醫仙」胡青牛處求醫，而張三丰則引薦周芷若入峨嵋派，成為了滅絕師太的門徒。
張無忌雖得胡青牛醫治而延續生命，卻仍無法治癒體內的寒毒，但張無忌卻從胡青牛處學會高超醫術。後來張無忌重遇前來蝴蝶谷求醫的峨嵋派弟子紀曉芙。紀曉芙因與明教「光明左使」楊逍發生關係，生下幼女楊不悔。胡青牛與妻子王難姑最後被前來尋仇的金花婆婆殺害，而紀曉芙因不願殺死楊逍，被師父滅絕師太所殺。紀曉芙臨終前委託張無忌將女兒楊不悔送到父親楊逍處，於是張無忌帶同楊不悔離開蝴蝶谷，前往西域崑崙山的明教總壇尋找楊逍，險遭崑崙派何太沖夫婦加害。最終張無忌成功將楊不悔交給楊逍，之後遇上居於崑崙山的朱子柳後人朱長齡和朱九真父女，他們假裝關心孤苦無依的張無忌，實為了從張無忌身上套取謝遜和屠龍刀的下落。張無忌悉破奸計後逃走，與追趕的朱長齡雙雙墜崖不死，但張無忌逃入一山洞後發覺洞後另有山谷，並在那裡一頭猴子的腹中發現完整的《九陽真經》，原來是當年尹克西與瀟湘子在少林盜經後，將經書裝在猴腹之中，他們死後這頭猴子流落崑崙山，竟碰巧被張無忌發現；張無忌修練其內之九陽神功，數年後，約已20歲的張無忌，不僅盡驅體內之寒毒，內力也更見深厚，並離開山谷。其後，張無忌意外獲得波斯明教的護教神功「乾坤大挪移」心法；因身負舉世無雙的內力而可在數個時辰內練至第六層。此時年紀輕輕的張無忌，武功已冠绝于除了张三丰外的六大派及明教所有高手。
此時，謝遜的仇人成崑蓄意挑起武林爭端，教唆六大門派圍攻明教的總壇光明頂，臨近事成之際，卻給身負九陽神功和乾坤大挪移心法的少年、即當時化名為曾阿牛的張無忌弄砸，功虧一簣。其間，張無忌給周芷若用倚天劍刺中右胸，竟只受傷而不死，由此察覺到周芷若對自己已生情意，並且與武當各人以及其外公、明教「白眉鷹王」殷天正相認。張無忌天性淳厚，待人友善，不欲正、邪兩派互相殘殺，遂挺身介入光明頂一役使明教免卻滅頂之禍。張無忌在此役之後，名震天下，憑著蓋世武功，年紀輕輕便當上新任明教教主。
六大門派於回程時遭元朝朝廷所派遣的高手伏擊後悉數被擒，並囚禁於大都萬安寺內。峨嵋派的鎮派之寶倚天劍，亦落入汝陽王府的「紹敏郡主」趙敏手中。張無忌帶明教高手救回六大派後，應趙敏借看屠龍刀之請求，欲到冰火島找義父謝遜去，卻因故船到靈蛇島重遇謝遜。原來靈蛇島的主人金花婆婆，曾敗在峨嵋派掌門人滅絕師太的倚天劍之下，遂接回昔日夥伴謝遜到島上來，欲向其借取屠龍刀，以雪當年一敗的恥辱。
金花婆婆（真實身份為明教四大護法之一「紫衫龍王」黛綺絲）隨明教總教使者離開到波斯去後，張無忌、謝遜等人為避開中原武林人士趕來搶奪屠龍刀而離開靈蛇島，並流落到附近的荒島上。當時已為新任峨嵋派掌門的周芷若為了達成師父的遺願，在島上把眾人迷倒後將倚天劍和屠龍刀盜去，然後互砍刀劍，取得收藏在劍內的武功秘笈《九陰真經》和《武穆遺書》（新修版改為刀劍內藏有指示前往桃花島取書的玄鐵片，並親自到桃花島取兵書及秘笈），周芷若更把被迷暈的趙敏拋上一艘船上，藉此把自己在靈蛇島上所做一切惡行嫁禍給趙敏，並藉此練成「九陰白骨爪」和「白蟒鞭法」，成為一流高手。
成崑在消滅明教、控制丐幫的陰謀相繼失敗後，便欲向少林派下手，先將重返中原的謝遜擒獲，並將之囚在少室山以作餌誘，再教唆少林空聞方丈舉行屠獅英雄大會，欲使各門各派自相殘殺，好讓自己坐收漁人之利。最終成崑的詭計在張無忌、趙敏、楊逍、「神鵰俠侶」之後人楊氏女等人的干預下再次功敗垂成，及後更被其徒弟謝遜的七傷拳打至筋脈盡斷及被挖出雙眼，成為廢人。
在少室山上，周芷若欲殺人滅口把謝遜除掉之際，被楊過後人楊氏女及時出手阻止，又被其正大光明的《九陰真經》武功「摧堅神爪」（即九陰白骨爪）所制服，自己在荒島上的劣行跟著亦當眾被揭破。
其後張無忌、趙敏二人從周芷若手上取得《九陰真經》、《武穆遺書》（新修版改為刀劍之內分別藏著刻有桃花島地形和所處方位的玄鐵片），由此得悉屠龍刀、倚天劍的秘密。原來，在南宋末年，在元軍侵入宋境、襄陽城快失陷時，大俠郭靖、黃蓉夫婦委託匠人把「神鵰俠侶」楊過、小龍女所贈的玄鐵重劍、君子劍、淑女劍分別熔鑄成倚天劍及屠龍刀，然後將《九陰真經》、《降龍十八掌掌法精義》和《武穆遺書》收藏於其中，寄望後人以此復國。
後來張無忌把《武穆遺書》贈給義軍將領徐达，以助其率領義軍，連敗元兵，攻陷大都，將蒙古人逐回塞外，還我漢族河山，大俠郭靖、黃蓉夫婦當年的遺願亦得以達成。
張無忌卸下明教教主職務後並給予楊逍後，與趙敏寄跡蒙古。而明教大權落於前線有戰功之人而非繼任教主楊逍，最後由朱元璋奪得明教兵權統領抗軍，驅逐韃虜，建立明朝。
《倚天屠龍記》及 「射鵰三部曲」 結束。

### 後記
金庸在世紀新修版《倚天屠龍記》後記中寫道：「張無忌最後與趙敏前往蒙古，從此不回中土，但如出現其他偶然因素，周芷若可能去蒙古找他，他可能和趙敏同去波斯找小昭，可能為了明教而不得不獨自回中土辦事，也可能在西域遇到殷離……世事主要是人為的，而張無忌只記得別人對他的好處，於是，人人都是好人，人人都很可愛……」

## 登場人物
- 張無忌——書中男主角，武當派張翠山與天鷹教殷素素之子，明教四大法王之一「金毛獅王」謝遜的義子，性格單純良善、宅心仁厚，在感情上優柔寡斷。為三部曲裡面個性最為敦厚良實的主角，雖练习九陽神功，卻與性格固執堅毅的郭靖，火性剛烈的楊過修習九陰真經相映成趣。為明教第三十四代教主，身負「九陽神功」、「乾坤大挪移」、「武當太極拳、太極劍」及「聖火令神功」等頂尖武學。其武功之高、內力之深，在當世除张三丰之外無人能及，少年時期於蝴蝶谷與胡青牛學醫，醫術也十分了得，堪稱醫武雙絕。為金庸於1999年欽點「武功最強」的男主角。儘管身負不世神功，卻因為人過於仁慈，非到生死關頭絕不願下重手，因此雖然武功高強，實戰上卻很少傷人，連對付生死大仇的仇敵時都沒下殺手，至多僅扭斷手腳，故與其他作品的主角形成強烈對比。感情上，因優柔寡斷的個性而與趙敏 周芷若 小昭 殷離 等四位絕頂美人關係牽扯不清，曾立誓娶殷離為妻，與周芷若也曾立有婚约，但於兩人大婚當天與趙敏逃婚，而與趙敏最初為敵人，但後來漸漸相愛，在故事結局時送趙敏回蒙古，更與她一同歸隐蒙古。
- 趙敏——書中女主角，蒙古紹敏郡主，蒙古名敏敏特穆爾 (特穆爾並非蒙古姓氏，而是蒙古男性名字帖木兒另一譯法，基本上不用於女性)，趙敏為她自取的漢名。汝陽王察罕特穆兒之女，王保保（即庫庫特穆爾）的妹妹。容貌娇艳無倫，明艷不可方物，有蒙古第一美女之稱呼。機智多謀，心思敏捷，敢愛敢恨，為了張無忌與父親汝陽王決裂。與張無忌最初為敵對關係，後与張無忌相爱，而與周芷若因為二女均愛上張無忌的關係視對方為情敵，在周芷若與張無忌成婚時當眾搶婚，被周芷若以九陰百骨爪打成重傷，幸得醫術高明的張無忌所救，兩人感情大幅增溫。叛出蒙古後，陪在張無忌身邊幫助他。在本故事結局與張無忌一同歸隐蒙古。
- 周芷若——自小由張三丰帶入峨嵋派，成為峨嵋派現任掌門滅絕師太的徒弟， 後來擔任峨嵋派第四任掌門人，外表清麗脱俗，容貌极美，出尘如仙，武学天资卓绝。於六大派圍攻光明頂時用倚天劍刺了張無忌一劍，兩人因此互生情愫。在滅絕師太死後繼承了峨嵋派掌門一職。為完成滅絕生前遺願，於靈蛇島上殺害殷離，放逐趙敏並嫁禍給她，讓張無忌誤以為趙敏是殺殷離的兇手。在靈蛇島上將倚天劍及屠龍刀互砍，獲得武穆遺書，九殷白骨爪等秘笈，之後潛心修練，武功大增，甚至能與武功天下無敵的張無忌過上幾招。之後與張無忌立有婚约，但在兩人於濠洲城成婚之際，趙敏突然出現並以謝遜毛髮威脅張無忌要求他不得與周芷若成親使得婚禮生變，最終張無忌跟隨趙敏逃婚，周芷若因愛成恨，除在婚禮當天用九殷百骨爪重傷趙敏外，也視趙敏為情敵並多次陷害對付趙敏，後來變得冷酷，但仍喜歡張無忌，故事最後確認張無忌最喜歡的人是趙敏後，返回峨嵋派。
- 小昭——「紫衫龍王」黛綺絲與「銀葉先生」韓千葉之女，擁有波斯血統的混血兒，是張無忌的貼身丫鬟，內心一直暗戀張無忌，被母親金花婆婆(黛綺絲)派到中土明教內部找回乾坤大挪移神功，但對張無忌很忠心並沒有將神功秘笈所在地告知母親，直至在靈蛇島被困才不得已透露，在靈蛇島上為救張無忌等人脫離明教總教包圍，被迫成為波斯總教教主。在與張無忌道別後隨母親黛綺絲返回波斯。
- 殷離——又名蛛兒，張無忌的表妹。父親為天鷹教殷野王，母親身份不詳。殺死後母而投靠了金花婆婆。與金花婆婆在靈蛇島上一起生活。小時候想把張無忌帶走卻遭張無忌用牙齒咬傷手掌並留下痕跡，因此喜歡上張無忌，對他念念不忘。雖一度在靈蛇島上被周芷若以倚天劍砍殺多刀，被張無忌親手埋葬並立墓碑。但最後不但沒死還出現在周芷若身邊，把周芷若嚇得魂飛魄散。

## 小說回目
- 第01章　天涯思君不可忘
- 第02章　武當山頂松柏長
- 第03章　寶刀百煉生玄光
- 第04章　字作喪亂意彷徨
- 第05章　皓臂似玉梅花妝
- 第06章　浮槎北溟海茫茫
- 第07章　誰送冰舸來仙鄉
- 第08章　窮發十載泛歸航
- 第09章　七俠聚會樂未央
- 第10章　百歲壽宴摧肝腸
- 第11章　有女長舌利如槍
- 第12章　針其膏兮藥其肓
- 第13章　不悔仲子逾我牆
- 第14章　當道時見中山狼
- 第15章　奇謀秘計夢一場
- 第16章　剝極而復參九陽
- 第17章　青翼出沒一笑颺
- 第18章　倚天長劍飛寒鋩
- 第19章　禍起蕭牆破金湯
- 第20章　與子共穴相扶將
- 第21章　排難解紛當六強
- 第22章　群雄歸心約三章
- 第23章　靈芙醉客綠柳莊
- 第24章　太極初傳柔克剛
- 第25章　舉火燎天何煌煌
- 第26章　俊貌玉面甘毀傷
- 第27章　百尺高塔任迴翔
- 第28章　恩斷義絕紫衫王
- 第29章　四女同舟何所望
- 第30章　東西永隔如參商
- 第31章　刀劍齊失人云亡
- 第32章　冤蒙不白愁欲狂
- 第33章　簫長琴短衣流黃
- 第34章　新婦素手裂紅裳
- 第35章　屠獅有會孰為殃
- 第36章　夭矯三松郁青蒼
- 第37章　天下英雄莫能當
- 第38章　君子可欺之以方
- 第39章　秘笈兵書此中藏
- 第40章　不識張郎是張郎

## 逸事
- 與《射鵰》、《神鵰》的關係包括：開場時郭襄與張三丰（張君寶）結交、倚天劍與屠龍刀乃郭靖、黃蓉以楊過之玄铁劍重鑄、曾出現黃衫女子言「終南山後，活死人墓，神鵰俠侶，絕跡江湖。」
- 佳視《神鵰俠侶》（1976年）與無線鄭少秋版《倚天屠龍記》（1978年）的關係：兩齣劇中郭襄一角均由林欣欣飾演，使兩齣由不同電視台所拍攝的電視劇巧妙地連結在一起。另外林欣欣也在鄭少秋版《倚天屠龍記》裡兼飾黃衫女子一角。
- 1977年修訂版的「後記」裡曾提到：「然而，張三丰見到張翠山自刎時的悲痛，謝遜聽到張翠山死訊時的傷心，書中寫得太也膚淺了，真實人生中不是這樣的。因為那時候我還不明白。」本書初版時在1961年，金庸長子查傳俠於1976年在美國自殺，年僅19歲。故金庸在修訂版的後記有此一說。

## 改編作品

### 電影
- 1963年，《倚天屠龍記》（上、下集），香港豪華影片公司，導演蔡昌、張瑛編劇，張瑛飾張翠山，白燕飾殷素素，石堅飾謝遜
- 1965年，《倚天屠龍記》（第三及第四集大結局），香港揚子江影業公司，導演、編劇楊工良，林家聲飾張無忌，陳好逑飾趙敏，陳寶珠飾周芷若，李紅飾小昭
- 1967年，《神劍震江湖》，香港邵氏公司，導演徐增宏，張翼、鄭佩佩、舒佩佩主演
- 1976年，《五毒天羅》，香港邵氏公司，導演楚原，岳華、井莉、羅烈主演
- 1978年，《倚天屠龍記》（上集）及《倚天屠龍記大結局》（下集），香港邵氏公司，導演楚原，爾冬陞飾張無忌，井莉飾趙敏，余安安飾周芷若，文雪兒飾殷離，顧冠忠飾宋青書
- 1984年，《魔殿屠龍》，香港邵氏公司，導演楚原，爾冬升、狄龍、鍾楚紅主演
- 1993年，《倚天屠龍記之魔教教主》，香港永盛電影公司，王晶導演，李連杰飾張無忌，張敏飾趙敏，黎姿飾周芷若，邱淑貞飾小昭，鄒兆龍（倪星）飾宋青書，洪金寶飾張三丰，吳鎮宇飾張翠山，張敏兼飾殷素素
- 2022年，《倚天屠龍記之九陽神功》（上集）及《倚天屠龍記之聖火雄風》（下集），香港星王朝，王晶導演。林峯飾張無忌，文詠珊飾趙敏，邱意濃飾周芷若，雲千千飾小昭

### 衍生劇
- 1994年，《金毛獅王》，20集，香港無線，監製李元科，尹揚明飾謝遜，李婉華飾黛綺絲，李成昌飾殷天正，梁欽祺飾韋一笑，伍衛國飾成昆

### 電視劇
| 年份     | 1978                    | 1984                    | 1986                  | 1994                    | 2001                                     | 2003                                     | 2009                  | 2019                    |
| 名稱     | 倚天屠龍記              | 倚天屠龍記              | 倚天屠龍記            | 倚天屠龍記              | 倚天屠龍記                               | 倚天屠龍記                               | 倚天屠龍記            | 倚天屠龍記              |
| 電視台   | 無綫電視                | 台灣電視                | 無綫電視              | 台灣電視                | 無綫電視                                 | 中華電視等播出 亞環影音等製作            | 華誼兄弟製作          | 騰訊視頻                |
| 地區     | 香港                    | 臺灣                    | 香港                  | 臺灣                    | 香港                                     | 臺灣                                     | 中國大陸              | 中國大陸                |
| 集數     | 25集                    | 17集                    | 40集                  | 64集                    | 37集                                     | 40集                                     | 40集                  | 50集                    |
| 監製     | 編導：陳宇超 招振強     | 葉超                    | 王天林                | 賴水清                  | 莊偉建                                   | 賴水清                                   | 張紀中                | 蔣家駿                  |
| 角色     | 演員                    | 演員                    | 演員                  | 演員                    | 演員                                     | 演員                                     | 演員                  | 演員                    |
| 張無忌   | 鄭少秋                  | 劉德凱                  | 梁朝偉                | 馬景濤 （同時飾張翠山） | 吳啟華 （童年：林俊良） （少年：鄧一君） | 蘇有朋 （同時飾張翠山） （少年：釋小龍） | 邓超                  | 曾舜晞                  |
| 趙敏     | 汪明荃 (趙明)           | 劉玉璞                  | 黎美嫻                | 葉童 （同時飾殷素素)    | 黎姿                                     | 賈靜雯                                   | 安以軒                | 陳鈺琪                  |
| 周芷若   | 趙雅芝                  | 喻可欣                  | 鄧萃雯                | 周海媚                  | 佘詩曼                                   | 高圓圓                                   | 劉競                  | 祝绪丹                  |
| 小昭     | 陳玉蓮                  | 田麗                    | 邵美琪                | 陳孝萱                  | 江希文                                   | 陳秀麗                                   | 何琢言                | 許雅婷                  |
| 殷離     | 莊文清                  | 劉德淑                  | 陳安瑩                | 楊寶瑋                  | 陳采嵐                                   | 陳紫函                                   | 張檬 （童年：蒋依依） | 曹曦月 （童年：謝雨辰） |
| 張翠山   | 夏雨                    | 劉尚謙                  | 任達華                | 馬景濤 （同時飾張無忌） | 劉松仁                                   | 蘇有朋 （同時飾張無忌）                  | 張智堯                | 李東學                  |
| 殷素素   | 黃淑儀                  | 黃香蓮                  | 鄭裕玲                | 葉童 （同時飾趙敏）     | 米雪                                     | 郭妃麗                                   | 王媛可                | 陳欣予                  |
| 谢逊     | 石堅                    | 陳星                    | 曾江                  | 劉丹                    | 駱應鈞                                   | 徐錦江                                   | 臧金生                | 黑子                    |
|          | 關海山 （少年：黄宗赐） | 古錚 高升               | 鮑方 （少年：王书麒） | 常楓                    | 周驄 （少年：严文轩）                    |                                          | 于承惠                | 王德順                  |
| 宋遠橋   | 張活游                  | 凡偉                    | 黃允材                | 江明                    | 李龍基                                   | 王崗                                     | 陳繼銘                | 郭軍                    |
| 俞蓮舟   | 關鍵                    | 張鵬                    | 龍天生                | -                       | 梁建平                                   | 李进荣                                   | 王建國                | 黃騫                    |
| 俞岱巖   | 張英才                  | 龍冠武                  | 廖啟智                | 康凱                    | 李國麟                                   | 劉全                                     | 張衡平                | 賀剛                    |
| 張松溪   | 廖偉雄                  | 姜大川                  | 艾威                  | -                       | 李岡                                     | 李晟毓                                   | 郭軍                  | 曲吉                    |
| 殷梨亭   | 林偉圖                  | 湯秦                    | 戴志偉                | 蕭大陸                  | 莫家堯                                   | 韓夫一                                   | 王九勝                | 宮正楠                  |
| 莫聲谷   | 談泉慶                  | 蔡中秋                  | 李樹佳                | -                       | 駱達華                                   | 馬強                                     | 王志剛                | 陳劍                    |
| 紀曉芙   | 楊盼盼 （同時飾楊不悔） | 郭麗琴                  | 容惠雯                | 潘儀君 （同時飾楊不悔） | 滕麗名 （同時飾楊不悔）                  | 陶虹                                     | 何佳怡                | 鄔靖靖                  |
| 成崑     | 江毅                    | 曾帥嘉                  | 劉江                  | 黃仲裕                  | 劉家輝                                   | 张国立                                   | 譚非翎                | 樊少皇                  |
| 楊逍     | 黃允材                  | 謝見文 高一傑           | 黎漢持                | 孫興                    | 張兆輝                                   | 张铁林                                   | 吳曉東                | 林雨申                  |
| 范遙     | 黃志強                  | 龍冠武                  | 陶大宇                | 顧寶明                  | 王維德                                   | 袁苑                                     | 胡东                  | 宗峰岩                  |
| 殷天正   | 白文彪                  | 萬山                    | 藍天                  | 谷峰                    | 谷峰                                     | 姬麒麟                                   | 陈之辉                | 肖荣生                  |
| 殷野王   | 王炳麟                  | 鄭文豪                  | 張雷                  | 張振寰                  | 艾威                                     | 劉春祥                                   | 關效宇                | 阮聖文                  |
| 黛綺絲   | 施明                    | 李倩                    | 胡美儀                | 張海倫                  | 江欣燕 （易容後：馮素波）                | 閻青妤                                   | 馬羚                  | 楊明娜                  |
| 滅絕師太 | 上官玉                  | 蔡慧華                  | 李香琴                | 張冰玉                  | 惠英紅                                   | 嚴敏求                                   | 王菁華                | 周海媚                  |
| 韋一笑   | 楊炎棠                  | 邱鎮江                  | 許紹雄                | 張光禧                  | 王青                                     | 劉長生                                   | 李明                  | 陳創                    |
| 周顛     | 野峰                    | 崔福生                  | 秦煌                  | 趙舜                    | 王俊棠                                   | 李連義                                   | 楊念生                | 楊一威                  |
| 說不得   | 鄭則仕                  | 史庭根                  | 駿雄                  | 黃冠雄                  | 羅君左                                   | 馬兆剛                                   | 周剛                  | 林以政                  |
| 冷謙     | 金興賢                  | 嚴仲                    | 麥子雲                | 蔡文星                  | 戴少民                                   | 謝加起                                   | 張宇宙                | 李泰延                  |
| 彭瑩玉   | 譚錦華                  | 強漢 陳奇               | 曾偉明                | -                       | -                                        | 李保成                                   | 侯越秋                | 周紀偉                  |
| 張中     | 马庆生                  | 李锦广                  | -                     | -                       | -                                        | 张春元                                   | 苏茂                  | 贤棣                    |
| 常遇春   | 黎永強                  | 定萬仟                  | 梁鴻華                | 祝嘉正                  | 羅莽                                     | 付亨                                     | 喬宇                  | 李浩軒                  |
| 胡青牛   | 羅國維                  | 王宇                    | 關海山                | 郭子乾                  | 安德尊                                   | 梁天                                     | 杜玉明                | 寧文彤                  |
| 王難姑   | -                       | 江青霞                  | 白茵                  | 郎祖筠                  | -                                        | 董曉燕                                   | 高宝宝                | 曾黎                    |
| 朱元璋   | 程乃根                  | -                       | 麥皓為                | 李立群                  | 邱萬城                                   | 林津鋒                                   | 于宇                  | 金釗 (朱老四)           |
| 楊不悔   | 楊盼盼 （同時飾紀曉芙） | 謝宜純 （童年：蔡燦得） | 吳茜薇                | 潘儀君 （同時飾紀曉芙） | 滕麗名 （同時飾紀曉芙）                  | 鮑逸琳 （童年：张懿婧）                  | 路晨 （童年：陸子藝） | 孫安可 （童年：張婉兒） |
| 鹿杖客   | 高崗                    | 蘇國良                  | 鄭藩生                | 洪麟                    | 關菁                                     | 杜玉明                                   | 白俊傑                | 傅雋                    |
| 鶴筆翁   | 徐廣林                  | 李強 岳開武             | 朱剛                  | 曹復國                  | 車保羅                                   | 晉松                                     | 韩冬                  | 安澤豪                  |
| 丁敏君   | 江可愛                  | 劉德淑 唐美雲           | 黃敏儀                | 林麗卿                  | 康華                                     | 林静                                     | 李舜                  | 陶珞依                  |
| 宋青書   | 關聰                    | 張泰倫                  | 何樹燊                | 李曉杰                  | 曹永廉                                   | 劉恆宇                                   | 李泰                  | 張超人                  |
| 何太沖   | 蕭亮                    | 關洪 初本科 李錦廣      | 劉丹                  | -                       | 李家鼎                                   | 沈保平                                   | 李中華                | 李進榮                  |
| 朱長齡   | 何壁堅                  | 易原                    | 譚炳文                | 金石                    | 華忠男                                   | 李慶祥                                   | -                     | 陆忠                    |
| 朱九真   | 陳復生                  | 陳玫圭                  | 劉碧儀                | 況明潔                  | 姚樂怡                                   | 詹小楠                                   | 張小婉                | 钟祺                    |
| 武青嬰   | -                       | 陳琪                    | 曾慧雲                | 譚筱蘭                  | -                                        | 劉思彤                                   | 王唯                  | 孫丹丹                  |
| 衛璧     | -                       | 姚智弘                  | 關灼元                | 馮光榮                  | 官仲銘                                   | 郝愛明                                   | 鄒宗勝                | 書亞信                  |
| 汝陽王   | 黃新                    | 苗天                    | 黃新                  | 乾德門                  | 劉丹                                     | 德力格爾                                 | 塗們                  | 李振起                  |
| 王保保   | 焦雄                    | 彭金萬                  | 馮國                  | -                       | 海俊傑                                   | 杨光                                     | 孙祖扬                | 孫亦凡                  |
| 覺遠     | 盧海鵬                  | -                       | 高雄                  | -                       | -                                        | -                                        | 陳之輝                | -                       |
| 郭襄     | 林欣欣                  | -                       | 曾華倩                | -                       | 李思蓓                                   | -                                        | -                     | -                       |
| 何足道   | 李國麟                  | -                       | 李成昌                | -                       | -                                        | -                                        | 邢岷山                | -                       |
| 都大錦   | 鄭則士                  | 萬山                    | 駱應鈞                | 初本科                  | 蔡國慶                                   | -                                        | 白海龍                | 趙秋生                  |
| 韓姬     | 劉雅麗                  | 徐艾華                  | 吳麗珠                | 李燕姍                  | 李燕珊                                   | 湯加麗                                   | -                     | -                       |
| 黃衫女子 | 林欣欣                  | 梅長芬                  | 謝寧                  | -                       | 陳琪                                     | 胡小冉                                   | 劉詩詩                | 趙櫻子                  |
| 阿大     | 李家鼎                  | -                       | 羅國維                | -                       | 劉嘉龍                                   | -                                        | -                     | 馬繼                    |
| 阿二     | 何禮男                  | -                       | 馬慶生                | -                       | 湯俊明                                   | -                                        | -                     | 李冬果                  |
| 阿三     | 何廣倫                  | -                       | -                     | 叶云琰                  | 陳鍵鋒                                   | -                                        | -                     | 容爾甲                  |
| 陳友諒   | 龍天生                  | 呂耀華                  | 何貴林                | 鄭平君                  | 陳榮峻                                   | 孫斌                                     | 周曉濱                | 侯瑞祥                  |
| 韓千葉   | 郭鋒                    | -                       | 陳榮峻                | -                       | 莫鎮賢                                   | -                                        | -                     | 李解                    |

### 廣播劇
1982年：香港電台戲劇組製作《倚天屠龍記》廣播劇，合共85集，於1982年10月28日至1983年2月25日首次播出，其後於2013年3月15日至7月11日重播。
內容簡介
元末，江湖盛傳，「武林至尊，寶刀屠龍，號令天下，莫敢不從。」引發了江湖人對屠龍刀的爭奪。
在東海王盤山島上，江湖人士為爭屠龍刀而起紛爭，武當祖師張三丰五弟子張翠山和天鷹教主之女殷素素被明教金毛獅王謝遜脅迫至冰火島。面臨生死存亡的三人化敵為友，張翠山和殷素素歷經生死，互生情愫，在島上結婚生下兒子取名無忌。
屠龍刀和倚天劍終得同現，謝遜和江湖上諸多恩怨的背後主謀成昆終於有了了斷，張無忌頓悟「武林至尊，寶刀屠龍，號令天下，莫敢不從，倚天不出，誰與爭鋒」的真正含義！
製作
監製：李安求
編導：吳偉榮、梁繼璋
編劇：方郎、林浦
聲演
簡偉安 飾 張無忌
朱曼子 飾 趙敏
楊麗仙 飾 周芷若
李學斌 飾 張翠山
何錦華 飾 殷素素
譚翠蓮 飾 小昭
莫家駒 飾 謝遜
蔡雅各 飾 俞岱巖
陳炳球 飾 張三丰
曾永強 飾 宋遠橋
馮天行 飾 俞蓮舟
陳啟倫 飾 無色
梁繼璋 飾 張松溪

### 電腦遊戲
智冠科技曾推出過三款倚天屠龍記電腦遊戲，分別於1994年、2000年及2004年發售。1994年版《倚天屠龍記》，故事從張三丰送無忌上少林至金毛獅王重返光明頂結束，參考遊戲片頭 （页面存档备份，存于）與結局 （页面存档备份，存于）。2000年版名為《新倚天屠龍記》，從張無忌由出生、親眼目睹父母被逼死、成長中各種遭遇，至六大派圍攻光明頂結束。2004年版則名為《真·倚天屠龍記》。

### 漫畫
漫畫版《倚天屠龍記》，為香港著名漫畫家馬榮成著作作品，由天下出版（香港）有限公司發行。

### 非官方續集
- 《九陰九陽》，1993年出版，「金庸新」所著。
- 《矯龍驚蛇錄》，1991年出版，「滄浪客」所著。

### 引用
1. ↑  .   [2011-10-29]. （原始内容存档于2014-02-22）.